# THE 20TH ANNIVERSARY
『THE 20TH ANNIVERSARY』(ザ・20th アニバーサリー)は、韓国のアイドルグループ「ジェクスキス(Sechs Kies)」が2017年にリリースしたアルバム。2017年4月28日に音源リリース、29日発売。7月19日には日本盤(THE 20TH ANNIVERSARY -Japan Edition-)を発売。

## 解説
- 2000年のグループ解散後、2016年に再結成したジェクスキスが、「2016 Re-ALBUM」以降およそ5か月ぶりにリリースした新アルバム。
- 1997年4月15日にデビューしたジェクスキスは、2017年にデビュー20周年を迎え、新アルバムの発表をはじめ、20周年記念展示会の開催やコンサート・ファンミーティングなど、様々なプロジェクトを「SECHSKIES　THE 20TH ANNIVERSARY」というタイトルで展開していく[3][4]。その皮切りとしてリリースした新アルバムのタイトルも、デビュー20周年を記念するという意味を込めて「THE 20TH ANNIVERSARY」と付けた。
- アルバムには、新曲2曲(「BE WELL」・「SAD SONG」)と2016年10月にリリースしたデジタルシングル「THREE WORDS」、再録音した過去のヒット曲8曲の計11曲が収録された[5][6]。
- 「BE WELL」と「SAD SONG」のダブル・タイトル曲で活動。
- SECHSKIES(ジェクスキス)の20周年プロジェクトのスタートとして、2000年5月31日に発表した『Blue Note』以来、約17年振りにアルバムをリリース！本作は、前回16年振りに発表し、1位を総なめにした"THREE WORDS"の作詞作曲に参加したTABLOと、YGのプロデュースチーム「フューチャーバウンス」がもう一度集結し完成させた、これ以上悲しい歌なんて聴きたくない、という内容の歌詞によるリズミカルでアップ・テンポなタイトル曲"SAD SONG"をはじめ、20周年を迎える彼らの思い出と現在、そして今後に向けた一歩を共有出来る作品となっている。200P豪華写真集、フォトカード2枚(全10種のうち2種)付き[注 1]。
- 仕様：CD1枚、200P写真集、フォトカード2枚（全10種のうち2種）、 初回限定ポスター。※500枚限定でメンバーたちの直筆サイン・ステッカー貼付

### 日本盤の発売
- YGEXは5月11日、ジェクスキス初の日本ライセンス盤「THE 20TH ANNIVERSARY -Japan Edition-」を7月19日にリリースすると公表[7]。
- 韓国盤収録曲の中で「BE WELL」・「SAD SONG」・「THREE WORDS」の3曲を日本語バージョンとして収録。
- CD+DVD(規格品番: AVCY-58496B)とCD(規格品番: AVCY-58497)の2種類で発売。

## 収録曲

### 《韓国盤》
1. BE WELL (아프지 마요) (4:11) 

作詞：Tablo、作曲：Tablo・FUTURE BOUNCE、編曲：FUTURE BOUNCE
★タイトル曲
2. SAD SONG (슬픈 노래) (3:27) 

作詞：Tablo、作曲：Tablo・FUTURE BOUNCE、編曲：FUTURE BOUNCE
★タイトル曲
3. THREE WORDS (세단어) (4:03) 

2016年10月7日リリースしたデジタルシングル
4. 恋情 (연정) (3:19)
5. 無謀な愛 (무모한 사랑) (3:46)
6. SAY (3:07)
7. 君を送りながら (너를 보내며) (3:55)
8. COME TO ME BABY (3:21)
9. 背信感(裏切られた気持ち) (배신감) (3:42)
10. 愛するキミへ (사랑하는 너에게) (3:56)
11. その日まで (그날까지) (4:16)

### 《日本盤》
- [CD収録内容]

1. BE WELL -Japanese Version-
2. SAD SONG -Japanese Version-
3. THREE WORDS -Japanese Version-
4. HEARTBREAK
5. RECKLESS LOVE
6. SAY
7. FAREWELL
8. COME TO ME BABY
9. BAD GIRL
10. DEAR LOVE
11. TOGETHER FOREVER

- [DVD収録内容]

1. ・BE WELL (M/V) -Japanese Version-
2. ・SAD SONG (M/V) -Japanese Version-
3. ・THREE WORDS (M/V) -Japanese Version-

## PV
- ダブル・タイトル曲の「BE WELL」と「SAD SONG」は2017年4月28日にミュージックビデオ(PV)も同時に公開された。
- 「BE WELL」のPV - YouTube
- 「SAD SONG」のPV - YouTube